# Корте (коммуна)
Корте (фр. Corte) — коммуна во Франции, департамент Верхняя Корсика, регион Корсика. Является супрефектурой округа Корте и административным центром кантона Корте. Код INSEE коммуны — 2B096. Мэр коммуны — Антуан Синдали (действие мандата — 2014—2020 годы).
Город находится в центре острова и является исторической и культурной столицей Корсики. С 1755 по 1769 год Корте был столицей независимой Корсиканской республики. В городе находится Корсиканский университет имени Паскаля Паоли (открыт в 1981 году), в котором обучается около 4000 студентов. Имеется 9 исторических памятников и музей Корсики.

## Географическое положение
Коммуна Корте является одной из трёх супрефектур департамента Верхняя Корсика. Находится у подножия массива Монт-Ротондо с пиками Монт-Ротондо (2622 метра), Монт-Кардо (2453 метра), Ла-Пунта-Феличина (2440 метров) и Пунта-алле-Порте (2313 метов). Коммуну пересекают реки Тавиньяно и Рестоника. В горной части коммуны расположены несколько озёр — Гория, Лак-де-Мело, Лак-де-Нино. Ближайшие коммуны — Соверия, Поджо-ди-Венако, Казанова, Санто-Пьетро-ди-Венако и Ривентоза.

## Население
В коммуне в 2012 году проживало 7280 человек, из них 10,9 % младше 14 лет, 40,5 % — от 15 до 29 лет, 15,2 % — от 30 до 44, 14,5 % — от 45 до 59 лет, 18,9 % старше 60. На 2012 год в коммуне числилось 3493 облагаемых налогом домохозяйств, в которых проживало 6289 человека, из них 54,2 % хозяйств состояли из одного человека (25,1 % мужчины, 29,1 % женщины) и 40,9 % семейных хозяйств (17,0 % с детьми).
Динамика населения согласно INSEE:
| Население коммуны в XIX—XXI веках |
| --------------------------------- |
|                                   |

## Экономика
Распределение населения по сферам занятости: 0,8 % — сельскохозяйственные работники, 3,6 % — ремесленники, торговцы, руководители предприятий, 4,5 % — работники интеллектуальной сферы, 8,6 % — работники социальной сферы, 15,6 % — государственные служащие, 7,6 % — рабочие, 16,4 % — пенсионеры и 42,9 % — лица без определённой профессиональной деятельности. В 2012 году из 5434 человек трудоспособного возраста (от 15 до 64 лет) 2645 были экономически активными, 2789 — неактивными (показатель активности 48,7 %, в 2007 году — 45,9 %). Из 2545 активных трудоспособных жителей работали 2341 человек (1307 мужчины и 1034 женщины), 304 числились безработными (141 мужчины и 163 женщины). Среди 2789 трудоспособных неактивных граждан 2136 были учениками либо студентами, 217 — пенсионерами, а ещё 436 — были неактивны в силу других причин. В коммуне проживает 2379 человек старше 15 лет, имеющих работу, причём 85,0 % из них работает в коммуне, а 11,5 % — на территории департамента.

## Галерея

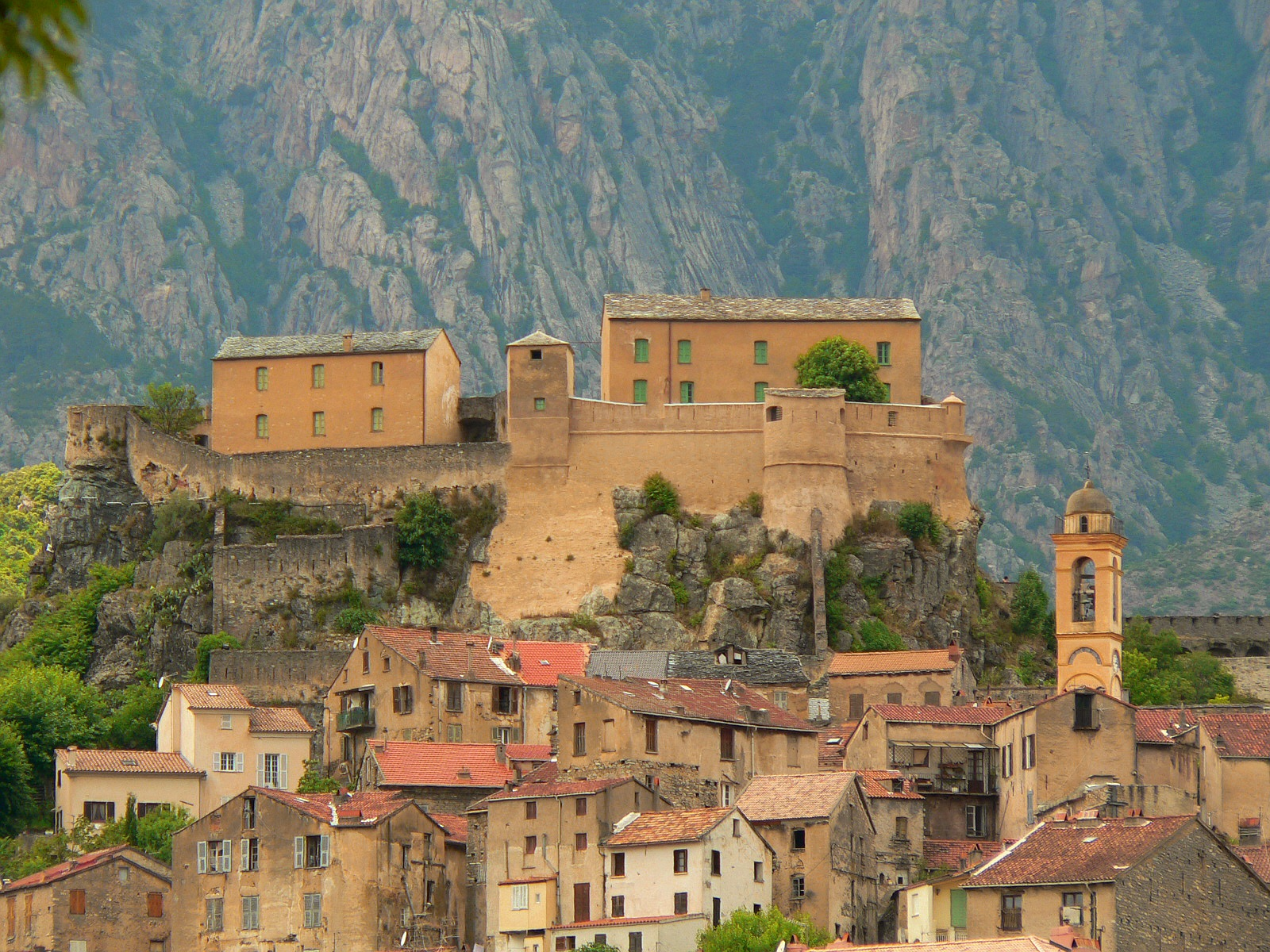
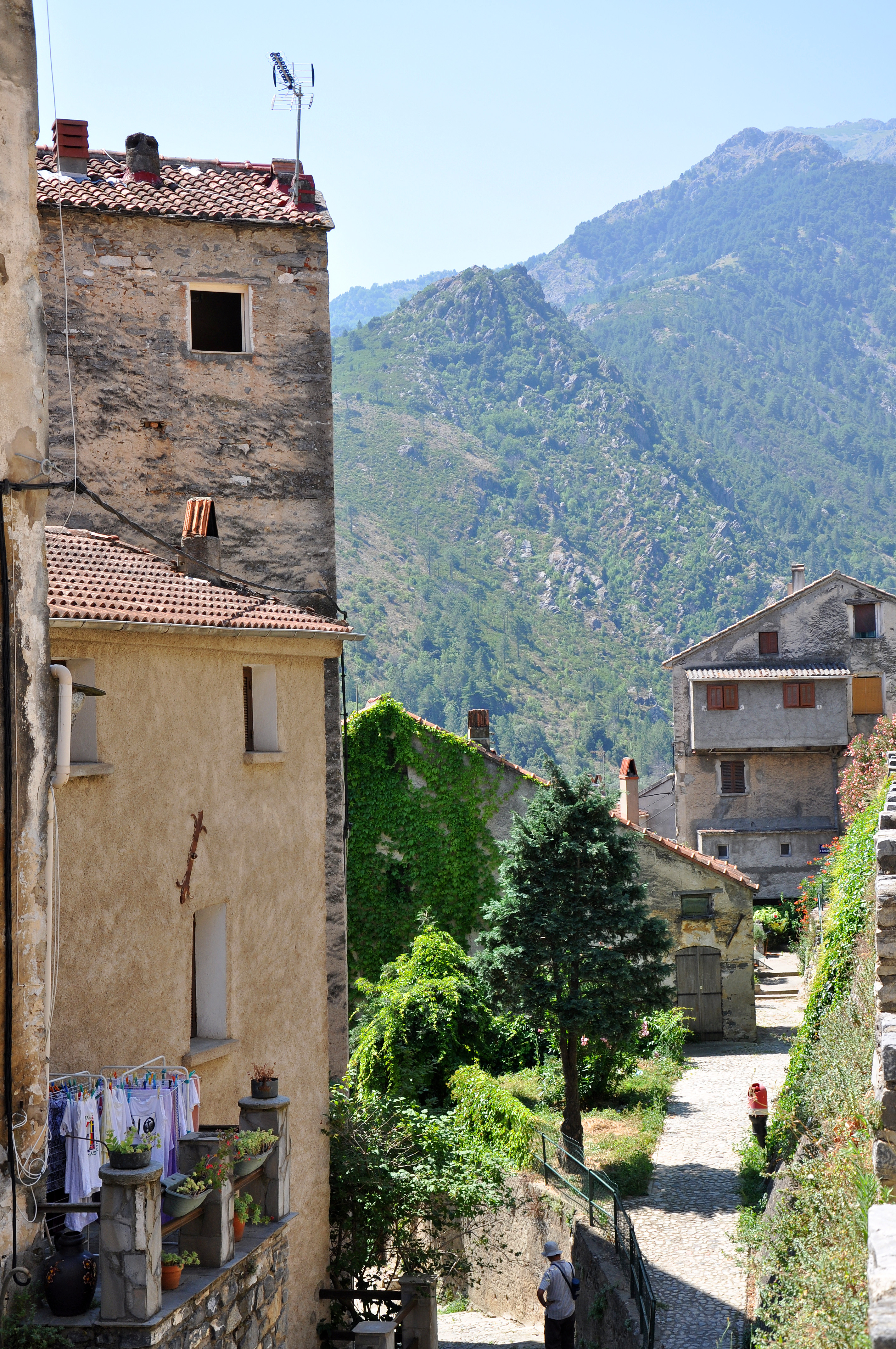
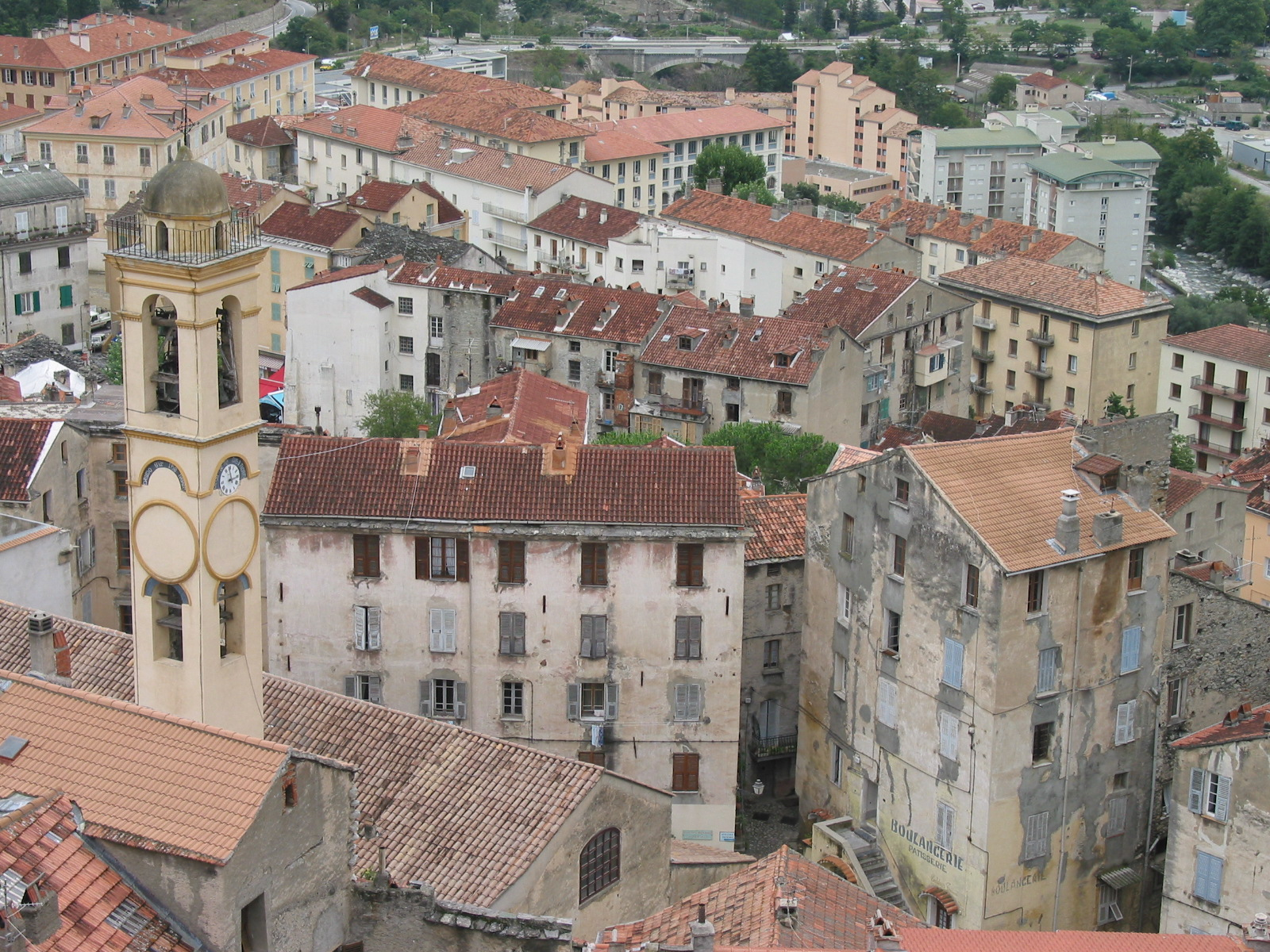
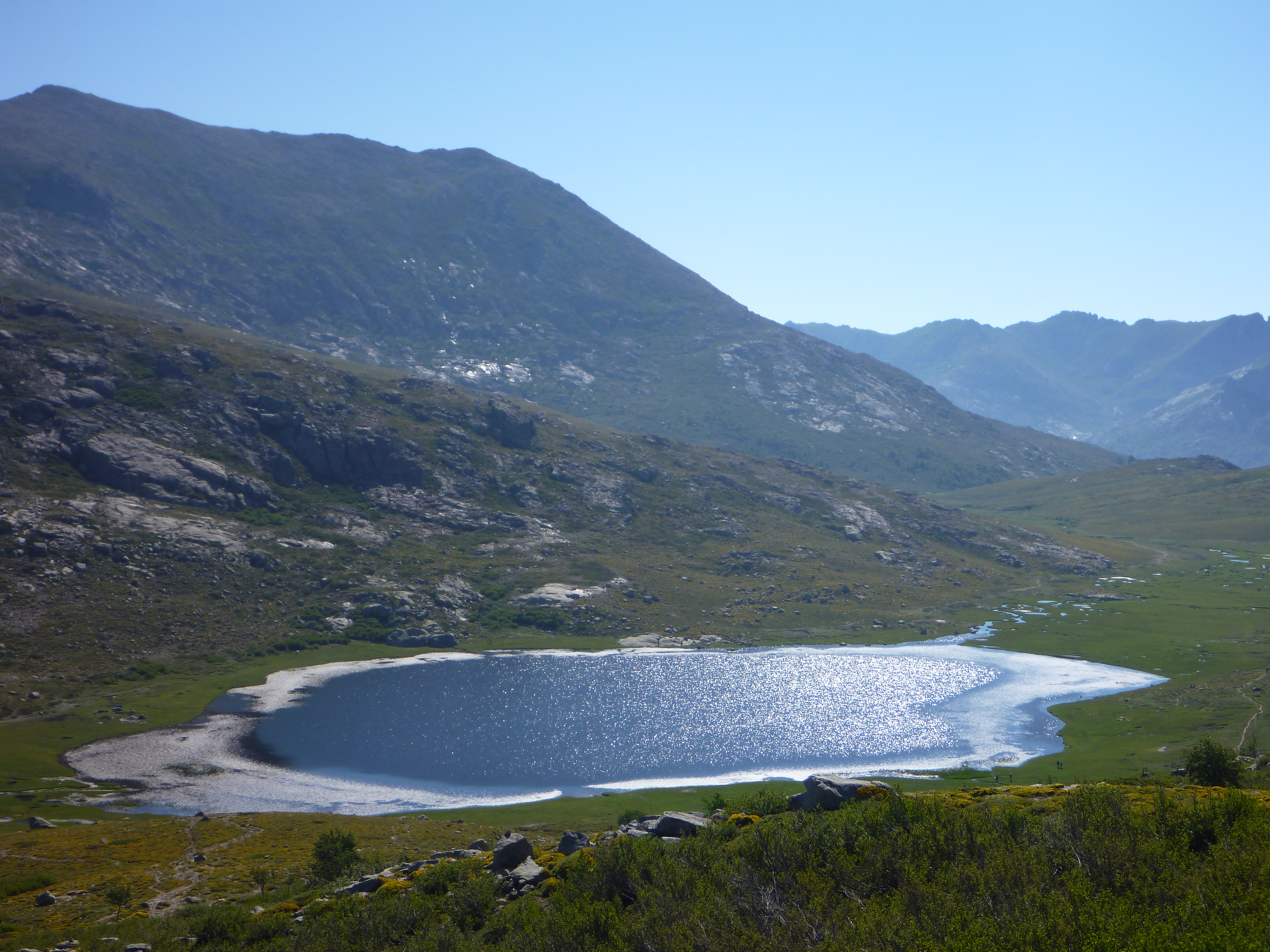